# 2018-as IIHF divízió I-es jégkorong-világbajnokság
A 2018-as IIHF divízió I-es jégkorong-világbajnokság A csoportjának mérkőzéseit a budapesti Papp László Sportarénában, a B csoport mérkőzéseit pedig Litvániában rendezték április 22. és 28. között. A vb-n tizenkét válogatott vett részt, a két csoportban 6–6.

## A csoport

### Résztvevők
| Csapat         | Kvalifikáció                                     |
| -------------- | ------------------------------------------------ |
| Szlovénia      | A 2017-es főcsoport 15. helyezettje, kiesett.    |
| Olaszország    | A 2017-es főcsoport 16. helyezettje, kiesett.    |
| Kazahsztán     | A 2017-es divízió I/A 3. helyezettje.            |
| Lengyelország  | A 2017-es divízió I/A 4. helyezettje.            |
| Magyarország   | Rendező, a 2017-es divízió I/A 5. helyezettje.   |
| Nagy-Britannia | A 2017-es divízió I/B 1. helyezettje, feljutott. |

### Tabella
| Hely. | Csapat           | M | Gy | HGy | HV | V | G+ | G– | Gk | P  | Továbbjutás vagy kiesés  |
| ----- | ---------------- | - | -- | --- | -- | - | -- | -- | -- | -- | ------------------------ |
| 1.    | Nagy-Britannia   | 5 | 3  | 1   | 0  | 1 | 16 | 15 | +1 | 11 | Feljutott a főcsoportba  |
| 2.    | Olaszország      | 5 | 3  | 0   | 0  | 2 | 15 | 11 | +4 | 9  | Feljutott a főcsoportba  |
| 3.    | Kazahsztán       | 5 | 3  | 0   | 0  | 2 | 18 | 10 | +8 | 9  |                          |
| 4.    | Magyarország (R) | 5 | 2  | 0   | 1  | 2 | 9  | 14 | −5 | 7  |                          |
| 5.    | Szlovénia        | 5 | 2  | 0   | 0  | 3 | 15 | 15 | 0  | 6  |                          |
| 6.    | Lengyelország    | 5 | 1  | 0   | 0  | 4 | 11 | 19 | −8 | 3  | Kiesett a divízió I B-be |

1. 1 2  Olaszország 3–0 Kazahsztán

### Mérkőzések
| 2018. április 22. 12:30 | Nagy-Britannia | 3–1 (1–1, 1–0, 1–0) | Szlovénia | Papp László Budapest Sportaréna, Budapest Nézőszám: 1545 |

| Jegyzőkönyv | Jegyzőkönyv | Jegyzőkönyv             | Jegyzőkönyv    | Jegyzőkönyv                                                                     |
| --- | ----------- | ----------------------- | -------------- | ------------------------------------------------------------------------------- |
| | Ben Bowns   | Kapusok                 | Gašper Krošelj | Játékvezetők: Marc Iwert Trpimir Piragić Vonalbírók: Thomas Caillot Daniel Soós |
| \| O'Connor (Perlini, Shields) – 06:04 \| 1–0 \| \| \| \| 1–1 \| 12:22 – Gregorc (Urbas) \| \| Dowd (Ehrhardt) – 35:59 \| 2–1 \| \| \| Perlini (Hammond) – 44:50 \| 3–1 \| \| |             |                         |                | Játékvezetők: Marc Iwert Trpimir Piragić Vonalbírók: Thomas Caillot Daniel Soós |
| 6 perc | Büntetések  | 8 perc                  |                | Játékvezetők: Marc Iwert Trpimir Piragić Vonalbírók: Thomas Caillot Daniel Soós |
| 15 | Lövések     | 35                      |                | Játékvezetők: Marc Iwert Trpimir Piragić Vonalbírók: Thomas Caillot Daniel Soós |
| O'Connor (Perlini, Shields) – 06:04 | 1–0         |                         |                | Játékvezetők: Marc Iwert Trpimir Piragić Vonalbírók: Thomas Caillot Daniel Soós |
| | 1–1         | 12:22 – Gregorc (Urbas) |                | Játékvezetők: Marc Iwert Trpimir Piragić Vonalbírók: Thomas Caillot Daniel Soós |
| Dowd (Ehrhardt) – 35:59 | 2–1         |                         |                | Játékvezetők: Marc Iwert Trpimir Piragić Vonalbírók: Thomas Caillot Daniel Soós |
| Perlini (Hammond) – 44:50 | 3–1         |                         |                |                                                                                 |

| 2018. április 22. 16:00 | Magyarország | 0–3 (0–0, 0–0, 0–3) | Kazahsztán | Papp László Budapest Sportaréna, Budapest Nézőszám: 7170 |

| Jegyzőkönyv | Jegyzőkönyv | Jegyzőkönyv                     | Jegyzőkönyv     | Jegyzőkönyv                                                                                   |
| --- | ----------- | ------------------------------- | --------------- | --------------------------------------------------------------------------------------------- |
| | Vay Ádám    | Kapusok                         | Henrik Karlsson | Játékvezetők: Lasse Heikkinen Oldřich Hejduk Vonalbírók: Michael Harrington Marc-Henri Progin |
| \| \| 0–1 \| 43:38 – Orekhov (Grents) \| \| \| 0–2 \| 44:35 – Rymarev (Starchenko) \| \| \| 0–3 \| 47:42 – Rymarev (Semyonov) (PP) \| |             |                                 |                 | Játékvezetők: Lasse Heikkinen Oldřich Hejduk Vonalbírók: Michael Harrington Marc-Henri Progin |
| 14 perc | Büntetések  | 8 perc                          |                 | Játékvezetők: Lasse Heikkinen Oldřich Hejduk Vonalbírók: Michael Harrington Marc-Henri Progin |
| 28 | Lövések     | 27                              |                 | Játékvezetők: Lasse Heikkinen Oldřich Hejduk Vonalbírók: Michael Harrington Marc-Henri Progin |
| | 0–1         | 43:38 – Orekhov (Grents)        |                 | Játékvezetők: Lasse Heikkinen Oldřich Hejduk Vonalbírók: Michael Harrington Marc-Henri Progin |
| | 0–2         | 44:35 – Rymarev (Starchenko)    |                 | Játékvezetők: Lasse Heikkinen Oldřich Hejduk Vonalbírók: Michael Harrington Marc-Henri Progin |
| | 0–3         | 47:42 – Rymarev (Semyonov) (PP) |                 | Játékvezetők: Lasse Heikkinen Oldřich Hejduk Vonalbírók: Michael Harrington Marc-Henri Progin |

| 2018. április 22. 19:30 | Lengyelország | 1–3 (1–0, 0–2, 0–1) | Olaszország | Papp László Budapest Sportaréna, Budapest Nézőszám: 1100 |

| Jegyzőkönyv | Jegyzőkönyv | Jegyzőkönyv                                   | Jegyzőkönyv      | Jegyzőkönyv                                                                       |
| --- | ----------- | --------------------------------------------- | ---------------- | --------------------------------------------------------------------------------- |
| | John Murray | Kapusok                                       | Marco De Filippo | Játékvezetők: Jeff Ingram Ladislav Smetana Vonalbírók: Ludvig Lundgren Josef Špůr |
| \| Zapała – 05:27 \| 1–0 \| \| \| \| 1–1 \| 33:21 – Scandella (Andergassen, Hochkofler) \| \| \| 1–2 \| 38:34 – Helfer (Andergassen, Hofer) (PP) \| \| \| 1–3 \| 59:43 – Deluca (Andergassen, Felicetti) (ENG) \| |             |                                               |                  | Játékvezetők: Jeff Ingram Ladislav Smetana Vonalbírók: Ludvig Lundgren Josef Špůr |
| 8 perc | Büntetések  | 4 perc                                        |                  | Játékvezetők: Jeff Ingram Ladislav Smetana Vonalbírók: Ludvig Lundgren Josef Špůr |
| 21 | Lövések     | 32                                            |                  | Játékvezetők: Jeff Ingram Ladislav Smetana Vonalbírók: Ludvig Lundgren Josef Špůr |
| Zapała – 05:27 | 1–0         |                                               |                  | Játékvezetők: Jeff Ingram Ladislav Smetana Vonalbírók: Ludvig Lundgren Josef Špůr |
| | 1–1         | 33:21 – Scandella (Andergassen, Hochkofler)   |                  | Játékvezetők: Jeff Ingram Ladislav Smetana Vonalbírók: Ludvig Lundgren Josef Špůr |
| | 1–2         | 38:34 – Helfer (Andergassen, Hofer) (PP)      |                  | Játékvezetők: Jeff Ingram Ladislav Smetana Vonalbírók: Ludvig Lundgren Josef Špůr |
| | 1–3         | 59:43 – Deluca (Andergassen, Felicetti) (ENG) |                  |                                                                                   |

| 2018. április 23. 16:00 | Szlovénia | 2–4 (0–1, 1–2, 1–1) | Lengyelország | Papp László Budapest Sportaréna, Budapest Nézőszám: 930 |

| Jegyzőkönyv | Jegyzőkönyv    | Jegyzőkönyv                                   | Jegyzőkönyv        | Jegyzőkönyv                                                                         |
| --- | -------------- | --------------------------------------------- | ------------------ | ----------------------------------------------------------------------------------- |
| | Gašper Krošelj | Kapusok                                       | Przemysław Odrobny | Játékvezetők: Lasse Heikkinen Ladislav Smetana Vonalbírók: Márton Németh Josef Špůr |
| \| \| 0–1 \| 02:49 – Kapica (Dziubiński, Chmielewski) (PP) \| \| Drozg (Vidmar) – 24:30 \| 1–1 \| \| \| \| 1–2 \| 27:29 – Neupauer (Pociecha, Witecki) \| \| \| 1–3 \| 36:09 – Kolusz (PS) \| \| \| 1–4 \| 51:25 – Chmielewski (Rompkowski, Dziubiński) \| \| Urbas (Verlič) (EA) – 58:33 \| 2–4 \| \| |                |                                               |                    | Játékvezetők: Lasse Heikkinen Ladislav Smetana Vonalbírók: Márton Németh Josef Špůr |
| 10 perc | Büntetések     | 12 perc                                       |                    | Játékvezetők: Lasse Heikkinen Ladislav Smetana Vonalbírók: Márton Németh Josef Špůr |
| 38 | Lövések        | 27                                            |                    | Játékvezetők: Lasse Heikkinen Ladislav Smetana Vonalbírók: Márton Németh Josef Špůr |
| | 0–1            | 02:49 – Kapica (Dziubiński, Chmielewski) (PP) |                    | Játékvezetők: Lasse Heikkinen Ladislav Smetana Vonalbírók: Márton Németh Josef Špůr |
| Drozg (Vidmar) – 24:30 | 1–1            |                                               |                    | Játékvezetők: Lasse Heikkinen Ladislav Smetana Vonalbírók: Márton Németh Josef Špůr |
| | 1–2            | 27:29 – Neupauer (Pociecha, Witecki)          |                    | Játékvezetők: Lasse Heikkinen Ladislav Smetana Vonalbírók: Márton Németh Josef Špůr |
| | 1–3            | 36:09 – Kolusz (PS)                           |                    |                                                                                     |
| | 1–4            | 51:25 – Chmielewski (Rompkowski, Dziubiński)  |                    |                                                                                     |
| Urbas (Verlič) (EA) – 58:33 | 2–4            |                                               |                    |                                                                                     |

| 2018. április 23. 19:30 | Olaszország | 2–3 (1–0, 1–2, 0–1) | Magyarország | Papp László Budapest Sportaréna, Budapest Nézőszám: 7150 |

| Jegyzőkönyv | Jegyzőkönyv     | Jegyzőkönyv                     | Jegyzőkönyv | Jegyzőkönyv                                                                         |
| --- | --------------- | ------------------------------- | ----------- | ----------------------------------------------------------------------------------- |
| | Andreas Bernard | Kapusok                         | Vay Ádám    | Játékvezetők: Alex Dipietro Marc Iwert Vonalbírók: Thomas Caillot Marc-Henri Progin |
| \| Traversa (Kostner, Zanatta) – 04:52 \| 1–0 \| \| \| \| 1–1 \| 21:17 – Sarauer (Sofron, Galló) \| \| Larkin (Kostner, Deluca) (SH) – 31:37 \| 2–1 \| \| \| \| 2–2 \| 32:32 – Vas (Sebők, Galló) (PP) \| \| \| 2–3 \| 41:06 – Sebők (Wehrs) \| |                 |                                 |             | Játékvezetők: Alex Dipietro Marc Iwert Vonalbírók: Thomas Caillot Marc-Henri Progin |
| 6 perc | Büntetések      | 6 perc                          |             | Játékvezetők: Alex Dipietro Marc Iwert Vonalbírók: Thomas Caillot Marc-Henri Progin |
| 39 | Lövések         | 22                              |             | Játékvezetők: Alex Dipietro Marc Iwert Vonalbírók: Thomas Caillot Marc-Henri Progin |
| Traversa (Kostner, Zanatta) – 04:52 | 1–0             |                                 |             | Játékvezetők: Alex Dipietro Marc Iwert Vonalbírók: Thomas Caillot Marc-Henri Progin |
| | 1–1             | 21:17 – Sarauer (Sofron, Galló) |             | Játékvezetők: Alex Dipietro Marc Iwert Vonalbírók: Thomas Caillot Marc-Henri Progin |
| Larkin (Kostner, Deluca) (SH) – 31:37 | 2–1             |                                 |             | Játékvezetők: Alex Dipietro Marc Iwert Vonalbírók: Thomas Caillot Marc-Henri Progin |
| | 2–2             | 32:32 – Vas (Sebők, Galló) (PP) |             |                                                                                     |
| | 2–3             | 41:06 – Sebők (Wehrs)           |             |                                                                                     |

| 2018. április 24. 16:00 | Kazahsztán | 6–1 (1–1, 2–0, 3–0) | Nagy-Britannia | Papp László Budapest Sportaréna, Budapest Nézőszám: 1345 |

| Jegyzőkönyv | Jegyzőkönyv     | Jegyzőkönyv              | Jegyzőkönyv               | Jegyzőkönyv                                                                                 |
| --- | --------------- | ------------------------ | ------------------------- | ------------------------------------------------------------------------------------------- |
| | Henrik Karlsson | Kapusok                  | Ben Bowns Jackson Whistle | Játékvezetők: Oldřich Hejduk Trpimir Piragić Vonalbírók: Michael Harrington Ludvig Lundgren |
| \| \| 0–1 \| 02:33 – Ferrara (Brooks) \| \| Grents (Yevdokimov, Mikhailis) (PP) – 14:28 \| 1–1 \| \| \| Sagadeyev (Lakiza) – 32:22 \| 2–1 \| \| \| Starchenko (Kuchin) – 34:20 \| 3–1 \| \| \| Starchenko (Rymarev) – 41:58 \| 4–1 \| \| \| Mikhailis (Lakiza) – 45:55 \| 5–1 \| \| \| Asetov – 46:44 \| 6–1 \| \| |                 |                          |                           | Játékvezetők: Oldřich Hejduk Trpimir Piragić Vonalbírók: Michael Harrington Ludvig Lundgren |
| 8 perc | Büntetések      | 14 perc                  |                           | Játékvezetők: Oldřich Hejduk Trpimir Piragić Vonalbírók: Michael Harrington Ludvig Lundgren |
| 42 | Lövések         | 25                       |                           | Játékvezetők: Oldřich Hejduk Trpimir Piragić Vonalbírók: Michael Harrington Ludvig Lundgren |
| | 0–1             | 02:33 – Ferrara (Brooks) |                           | Játékvezetők: Oldřich Hejduk Trpimir Piragić Vonalbírók: Michael Harrington Ludvig Lundgren |
| Grents (Yevdokimov, Mikhailis) (PP) – 14:28 | 1–1             |                          |                           | Játékvezetők: Oldřich Hejduk Trpimir Piragić Vonalbírók: Michael Harrington Ludvig Lundgren |
| Sagadeyev (Lakiza) – 32:22 | 2–1             |                          |                           | Játékvezetők: Oldřich Hejduk Trpimir Piragić Vonalbírók: Michael Harrington Ludvig Lundgren |
| Starchenko (Kuchin) – 34:20 | 3–1             |                          |                           |                                                                                             |
| Starchenko (Rymarev) – 41:58 | 4–1             |                          |                           |                                                                                             |
| Mikhailis (Lakiza) – 45:55 | 5–1             |                          |                           |                                                                                             |
| Asetov – 46:44 | 6–1             |                          |                           |                                                                                             |

| 2018. április 25. 12:30 | Olaszország | 3–0 (2–0, 1–0, 0–0) | Kazahsztán | Papp László Budapest Sportaréna, Budapest Nézőszám: 1325 |

| Jegyzőkönyv | Jegyzőkönyv     | Jegyzőkönyv | Jegyzőkönyv     | Jegyzőkönyv                                                                      |
| --- | --------------- | ----------- | --------------- | -------------------------------------------------------------------------------- |
| | Andreas Bernard | Kapusok     | Henrik Karlsson | Játékvezetők: Lasse Heikkinen Marc Iwert Vonalbírók: Ludvig Lundgren Daniel Soós |
| \| Hochkofler (Goi, McMonagle) – 05:18 \| 1–0 \| \| \| D. Kostner (Insam, Gander) – 09:37 \| 2–0 \| \| \| McMonagle (Deluca, Lambacher) – 25:26 \| 3–0 \| \| |                 |             |                 | Játékvezetők: Lasse Heikkinen Marc Iwert Vonalbírók: Ludvig Lundgren Daniel Soós |
| 12 perc | Büntetések      | 10 perc     |                 | Játékvezetők: Lasse Heikkinen Marc Iwert Vonalbírók: Ludvig Lundgren Daniel Soós |
| 40 | Lövések         | 29          |                 | Játékvezetők: Lasse Heikkinen Marc Iwert Vonalbírók: Ludvig Lundgren Daniel Soós |
| Hochkofler (Goi, McMonagle) – 05:18 | 1–0             |             |                 | Játékvezetők: Lasse Heikkinen Marc Iwert Vonalbírók: Ludvig Lundgren Daniel Soós |
| D. Kostner (Insam, Gander) – 09:37 | 2–0             |             |                 | Játékvezetők: Lasse Heikkinen Marc Iwert Vonalbírók: Ludvig Lundgren Daniel Soós |
| McMonagle (Deluca, Lambacher) – 25:26 | 3–0             |             |                 | Játékvezetők: Lasse Heikkinen Marc Iwert Vonalbírók: Ludvig Lundgren Daniel Soós |

| 2018. április 25. 16:00 | Nagy-Britannia | 5–3 (2–1, 0–2, 3–0) | Lengyelország | Papp László Budapest Sportaréna, Budapest Nézőszám: 1435 |

| Jegyzőkönyv | Jegyzőkönyv | Jegyzőkönyv                               | Jegyzőkönyv | Jegyzőkönyv                                                                            |
| --- | ----------- | ----------------------------------------- | ----------- | -------------------------------------------------------------------------------------- |
| | Ben Bowns   | Kapusok                                   | John Murray | Játékvezetők: Alex Dipietro Oldřich Hejduk Vonalbírók: Márton Németh Marc-Henri Progin |
| \| Perlini (Richardson, Farmer) – 03:02 \| 1–0 \| \| \| \| 1–1 \| 12:21 – Dronia (Chmielewski, Kapica) (PP) \| \| Shields (Farmer, Perlini) (PP) – 18:37 \| 2–1 \| \| \| \| 2–2 \| 23:31 – Kapica (Pociecha, Chmielewski) \| \| \| 2–3 \| 29:42 – Zapała (Malasiński, Murray) \| \| Brooks (Dowd, Lee) – 44:56 \| 3–3 \| \| \| O'Connor (Hammond, Shields) (PP2) – 46:40 \| 4–3 \| \| \| J. Phillips (Lachowicz) (ENG) – 59:29 \| 5–3 \| \| |             |                                           |             | Játékvezetők: Alex Dipietro Oldřich Hejduk Vonalbírók: Márton Németh Marc-Henri Progin |
| 8 perc | Büntetések  | 10 perc                                   |             | Játékvezetők: Alex Dipietro Oldřich Hejduk Vonalbírók: Márton Németh Marc-Henri Progin |
| 34 | Lövések     | 39                                        |             | Játékvezetők: Alex Dipietro Oldřich Hejduk Vonalbírók: Márton Németh Marc-Henri Progin |
| Perlini (Richardson, Farmer) – 03:02 | 1–0         |                                           |             | Játékvezetők: Alex Dipietro Oldřich Hejduk Vonalbírók: Márton Németh Marc-Henri Progin |
| | 1–1         | 12:21 – Dronia (Chmielewski, Kapica) (PP) |             | Játékvezetők: Alex Dipietro Oldřich Hejduk Vonalbírók: Márton Németh Marc-Henri Progin |
| Shields (Farmer, Perlini) (PP) – 18:37 | 2–1         |                                           |             | Játékvezetők: Alex Dipietro Oldřich Hejduk Vonalbírók: Márton Németh Marc-Henri Progin |
| | 2–2         | 23:31 – Kapica (Pociecha, Chmielewski)    |             |                                                                                        |
| | 2–3         | 29:42 – Zapała (Malasiński, Murray)       |             |                                                                                        |
| Brooks (Dowd, Lee) – 44:56 | 3–3         |                                           |             |                                                                                        |
| O'Connor (Hammond, Shields) (PP2) – 46:40 | 4–3         |                                           |             |                                                                                        |
| J. Phillips (Lachowicz) (ENG) – 59:29 | 5–3         |                                           |             |                                                                                        |

| 2018. április 25. 19:30 | Szlovénia | 4–1 (1–0, 1–1, 2–0) | Magyarország | Papp László Budapest Sportaréna, Budapest Nézőszám: 7460 |

| Jegyzőkönyv | Jegyzőkönyv    | Jegyzőkönyv                      | Jegyzőkönyv | Jegyzőkönyv                                                                          |
| --- | -------------- | -------------------------------- | ----------- | ------------------------------------------------------------------------------------ |
| | Gašper Krošelj | Kapusok                          | Vay Ádám    | Játékvezetők: Jeff Ingram Ladislav Smetana Vonalbírók: Michael Harrington Josef Špůr |
| \| Magovac (Mušič, Ograjenšek) – 06:57 \| 1–0 \| \| \| \| 1–1 \| 25:07 – Sebők (Hári, Wehrs) (PP) \| \| Urbas (Goličič, Verlič) – 29:35 \| 2–1 \| \| \| Goličič (Kuralt) – 55:06 \| 3–1 \| \| \| Kovačević (Kuralt) (ENG) – 56:52 \| 4–1 \| \| |                |                                  |             | Játékvezetők: Jeff Ingram Ladislav Smetana Vonalbírók: Michael Harrington Josef Špůr |
| 14 perc | Büntetések     | 12 perc                          |             | Játékvezetők: Jeff Ingram Ladislav Smetana Vonalbírók: Michael Harrington Josef Špůr |
| 47 | Lövések        | 33                               |             | Játékvezetők: Jeff Ingram Ladislav Smetana Vonalbírók: Michael Harrington Josef Špůr |
| Magovac (Mušič, Ograjenšek) – 06:57 | 1–0            |                                  |             | Játékvezetők: Jeff Ingram Ladislav Smetana Vonalbírók: Michael Harrington Josef Špůr |
| | 1–1            | 25:07 – Sebők (Hári, Wehrs) (PP) |             | Játékvezetők: Jeff Ingram Ladislav Smetana Vonalbírók: Michael Harrington Josef Špůr |
| Urbas (Goličič, Verlič) – 29:35 | 2–1            |                                  |             | Játékvezetők: Jeff Ingram Ladislav Smetana Vonalbírók: Michael Harrington Josef Špůr |
| Goličič (Kuralt) – 55:06 | 3–1            |                                  |             |                                                                                      |
| Kovačević (Kuralt) (ENG) – 56:52 | 4–1            |                                  |             |                                                                                      |

| 2018. április 26. 19:00 | Lengyelország | 2–3 (0–2, 2–0, 0–1) | Magyarország | Papp László Budapest Sportaréna, Budapest Nézőszám: 7370 |

| Jegyzőkönyv | Jegyzőkönyv        | Jegyzőkönyv                      | Jegyzőkönyv | Jegyzőkönyv                                                                          |
| --- | ------------------ | -------------------------------- | ----------- | ------------------------------------------------------------------------------------ |
| | Przemysław Odrobny | Kapusok                          | Vay Ádám    | Játékvezetők: Jeff Ingram Trpimir Piragić Vonalbírók: Thomas Caillot Ludvig Lundgren |
| \| \| 0–1 \| 01:04 – Sebők (Galló, Hári) (PP) \| \| \| 0–2 \| 09:17 – Benk (Magosi) \| \| Komorski (Dronia) – 25:21 \| 1–2 \| \| \| Chmielewski (Kolusz, Pociecha) – 32:13 \| 2–2 \| \| \| \| 2–3 \| 40:30 – Hári (Sebők) \| |                    |                                  |             | Játékvezetők: Jeff Ingram Trpimir Piragić Vonalbírók: Thomas Caillot Ludvig Lundgren |
| 8 perc | Büntetések         | 8 perc                           |             | Játékvezetők: Jeff Ingram Trpimir Piragić Vonalbírók: Thomas Caillot Ludvig Lundgren |
| 34 | Lövések            | 36                               |             | Játékvezetők: Jeff Ingram Trpimir Piragić Vonalbírók: Thomas Caillot Ludvig Lundgren |
| | 0–1                | 01:04 – Sebők (Galló, Hári) (PP) |             | Játékvezetők: Jeff Ingram Trpimir Piragić Vonalbírók: Thomas Caillot Ludvig Lundgren |
| | 0–2                | 09:17 – Benk (Magosi)            |             | Játékvezetők: Jeff Ingram Trpimir Piragić Vonalbírók: Thomas Caillot Ludvig Lundgren |
| Komorski (Dronia) – 25:21 | 1–2                |                                  |             | Játékvezetők: Jeff Ingram Trpimir Piragić Vonalbírók: Thomas Caillot Ludvig Lundgren |
| Chmielewski (Kolusz, Pociecha) – 32:13 | 2–2                |                                  |             |                                                                                      |
| | 2–3                | 40:30 – Hári (Sebők)             |             |                                                                                      |

| 2018. április 27. 16:00 | Kazahsztán | 3–5 (2–2, 1–2, 0–1) | Szlovénia | Papp László Budapest Sportaréna, Budapest Nézőszám: 1645 |

| Jegyzőkönyv | Jegyzőkönyv     | Jegyzőkönyv                                    | Jegyzőkönyv    | Jegyzőkönyv                                                                   |
| --- | --------------- | ---------------------------------------------- | -------------- | ----------------------------------------------------------------------------- |
| | Henrik Karlsson | Kapusok                                        | Gašper Krošelj | Játékvezetők: Alex Dipietro Jeff Ingram Vonalbírók: Márton Németh Daniel Soós |
| \| \| 0–1 \| 05:17 – Verlič (Urbas, Goličič) \| \| Petukhov (Asetov) – 06:37 \| 1–1 \| \| \| Grents (Metalnikov, Yevdokimov) – 10:48 \| 2–1 \| \| \| \| 2–2 \| 15:47 – Urbas (Verlič, Goličič) \| \| \| 2–3 \| 27:28 – Verlič (Magovac, Sabolič) (PP) \| \| \| 2–4 \| 37:50 – Kovačević (Ograjenšek, Podlipnik) (PP) \| \| Asetov (Petukhov, Polokhov) – 38:04 \| 3–4 \| \| \| \| 3–5 \| 53:56 – Verlič \| |                 |                                                |                | Játékvezetők: Alex Dipietro Jeff Ingram Vonalbírók: Márton Németh Daniel Soós |
| 8 perc | Büntetések      | 18 perc                                        |                | Játékvezetők: Alex Dipietro Jeff Ingram Vonalbírók: Márton Németh Daniel Soós |
| 23 | Lövések         | 36                                             |                | Játékvezetők: Alex Dipietro Jeff Ingram Vonalbírók: Márton Németh Daniel Soós |
| | 0–1             | 05:17 – Verlič (Urbas, Goličič)                |                | Játékvezetők: Alex Dipietro Jeff Ingram Vonalbírók: Márton Németh Daniel Soós |
| Petukhov (Asetov) – 06:37 | 1–1             |                                                |                | Játékvezetők: Alex Dipietro Jeff Ingram Vonalbírók: Márton Németh Daniel Soós |
| Grents (Metalnikov, Yevdokimov) – 10:48 | 2–1             |                                                |                | Játékvezetők: Alex Dipietro Jeff Ingram Vonalbírók: Márton Németh Daniel Soós |
| | 2–2             | 15:47 – Urbas (Verlič, Goličič)                |                |                                                                               |
| | 2–3             | 27:28 – Verlič (Magovac, Sabolič) (PP)         |                |                                                                               |
| | 2–4             | 37:50 – Kovačević (Ograjenšek, Podlipnik) (PP) |                |                                                                               |
| Asetov (Petukhov, Polokhov) – 38:04 | 3–4             |                                                |                |                                                                               |
| | 3–5             | 53:56 – Verlič                                 |                |                                                                               |

| 2018. április 27. 19:30 | Olaszország | 3–4 (2–2, 0–1, 1–1) | Nagy-Britannia | Papp László Budapest Sportaréna, Budapest Nézőszám: 1750 |

| Jegyzőkönyv | Jegyzőkönyv                      | Jegyzőkönyv                         | Jegyzőkönyv | Jegyzőkönyv                                                                                 |
| --- | -------------------------------- | ----------------------------------- | ----------- | ------------------------------------------------------------------------------------------- |
| | Andreas Bernard Marco De Filippo | Kapusok                             | Ben Bowns   | Játékvezetők: Lasse Heikkinen Ladislav Smetana Vonalbírók: Thomas Caillot Marc-Henri Progin |
| \| \| 0–1 \| 07:01 – Perlini (Lee, Swindlehurst) \| \| Lambacher (Deluca, Helfer) – 07:23 \| 1–1 \| \| \| \| 1–2 \| 08:07 – Dowd (Brooks, O'Connor) \| \| Larkin (Hofer, Goi) – 13:30 \| 2–2 \| \| \| \| 2–3 \| 22:10 – O'Connor (Richardson) \| \| Scandella (Hochkofler, Pavlu) – 45:08 \| 3–3 \| \| \| \| 3–4 \| 48:44 – Perlini \| |                                  |                                     |             | Játékvezetők: Lasse Heikkinen Ladislav Smetana Vonalbírók: Thomas Caillot Marc-Henri Progin |
| 4 perc | Büntetések                       | 8 perc                              |             | Játékvezetők: Lasse Heikkinen Ladislav Smetana Vonalbírók: Thomas Caillot Marc-Henri Progin |
| 33 | Lövések                          | 17                                  |             | Játékvezetők: Lasse Heikkinen Ladislav Smetana Vonalbírók: Thomas Caillot Marc-Henri Progin |
| | 0–1                              | 07:01 – Perlini (Lee, Swindlehurst) |             | Játékvezetők: Lasse Heikkinen Ladislav Smetana Vonalbírók: Thomas Caillot Marc-Henri Progin |
| Lambacher (Deluca, Helfer) – 07:23 | 1–1                              |                                     |             | Játékvezetők: Lasse Heikkinen Ladislav Smetana Vonalbírók: Thomas Caillot Marc-Henri Progin |
| | 1–2                              | 08:07 – Dowd (Brooks, O'Connor)     |             | Játékvezetők: Lasse Heikkinen Ladislav Smetana Vonalbírók: Thomas Caillot Marc-Henri Progin |
| Larkin (Hofer, Goi) – 13:30 | 2–2                              |                                     |             |                                                                                             |
| | 2–3                              | 22:10 – O'Connor (Richardson)       |             |                                                                                             |
| Scandella (Hochkofler, Pavlu) – 45:08 | 3–3                              |                                     |             |                                                                                             |
| | 3–4                              | 48:44 – Perlini                     |             |                                                                                             |

| 2018. április 28. 12:30 | Kazahsztán | 6–1 (2–0, 2–1, 2–0) | Lengyelország | Papp László Budapest Sportaréna, Budapest Nézőszám: 1505 |

| Jegyzőkönyv | Jegyzőkönyv     | Jegyzőkönyv                   | Jegyzőkönyv                    | Jegyzőkönyv                                                                       |
| --- | --------------- | ----------------------------- | ------------------------------ | --------------------------------------------------------------------------------- |
| | Henrik Karlsson | Kapusok                       | Przemysław Odrobny John Murray | Játékvezetők: Alex Dipietro Marc Iwert Vonalbírók: Michael Harrington Daniel Soós |
| \| Starchenko (Rymarev) – 12:20 \| 1–0 \| \| \| Akolzin (Orekhov) – 13:34 \| 2–0 \| \| \| Starchenko (Semyonov, Dallman) (PP) – 24:34 \| 3–0 \| \| \| \| 3–1 \| 27:19 – Zapała (Łyszczarczyk) \| \| Starchenko (Dallman, Semyonov) (PP) – 39:13 \| 4–1 \| \| \| Kuchin (Starchenko, Rymarev) – 46:03 \| 5–1 \| \| \| Starchenko (Rymarev, Semyonov) (PP2) – 59:08 \| 6–1 \| \| |                 |                               |                                | Játékvezetők: Alex Dipietro Marc Iwert Vonalbírók: Michael Harrington Daniel Soós |
| 4 perc | Büntetések      | 33 perc                       |                                | Játékvezetők: Alex Dipietro Marc Iwert Vonalbírók: Michael Harrington Daniel Soós |
| 31 | Lövések         | 30                            |                                | Játékvezetők: Alex Dipietro Marc Iwert Vonalbírók: Michael Harrington Daniel Soós |
| Starchenko (Rymarev) – 12:20 | 1–0             |                               |                                | Játékvezetők: Alex Dipietro Marc Iwert Vonalbírók: Michael Harrington Daniel Soós |
| Akolzin (Orekhov) – 13:34 | 2–0             |                               |                                | Játékvezetők: Alex Dipietro Marc Iwert Vonalbírók: Michael Harrington Daniel Soós |
| Starchenko (Semyonov, Dallman) (PP) – 24:34 | 3–0             |                               |                                | Játékvezetők: Alex Dipietro Marc Iwert Vonalbírók: Michael Harrington Daniel Soós |
| | 3–1             | 27:19 – Zapała (Łyszczarczyk) |                                |                                                                                   |
| Starchenko (Dallman, Semyonov) (PP) – 39:13 | 4–1             |                               |                                |                                                                                   |
| Kuchin (Starchenko, Rymarev) – 46:03 | 5–1             |                               |                                |                                                                                   |
| Starchenko (Rymarev, Semyonov) (PP2) – 59:08 | 6–1             |                               |                                |                                                                                   |

| 2018. április 28. 16:00 | Szlovénia | 3–4 (1–1, 2–2, 0–1) | Olaszország | Papp László Budapest Sportaréna, Budapest Nézőszám: 2465 |

| Jegyzőkönyv | Jegyzőkönyv    | Jegyzőkönyv                                 | Jegyzőkönyv      | Jegyzőkönyv                                                                              |
| --- | -------------- | ------------------------------------------- | ---------------- | ---------------------------------------------------------------------------------------- |
| | Gašper Krošelj | Kapusok                                     | Marco De Filippo | Játékvezetők: Oldřich Hejduk Trpimir Piragić Vonalbírók: Márton Németh Marc-Henri Progin |
| \| \| 0–1 \| 01:39 – Gander (D. Kostner, McMonagle) (PP) \| \| Podlipnik (Mušič, Kovačevič) – 17:11 \| 1–1 \| \| \| Tičar (Urbas, Verlič) (PP) – 23:55 \| 2–1 \| \| \| \| 2–2 \| 29:26 – Sullivan (D. Kostner, Deluca) (PP) \| \| \| 2–3 \| 33:43 – Trivellato (Deluca, Lambacher) \| \| Kovačevič (Tičar, Magovac) – 38:52 \| 3–3 \| \| \| \| 3–4 \| 59:58 – D. Kostner (Sullivan, Scandella) \| |                |                                             |                  | Játékvezetők: Oldřich Hejduk Trpimir Piragić Vonalbírók: Márton Németh Marc-Henri Progin |
| 12 perc | Büntetések     | 10 perc                                     |                  | Játékvezetők: Oldřich Hejduk Trpimir Piragić Vonalbírók: Márton Németh Marc-Henri Progin |
| 34 | Lövések        | 33                                          |                  | Játékvezetők: Oldřich Hejduk Trpimir Piragić Vonalbírók: Márton Németh Marc-Henri Progin |
| | 0–1            | 01:39 – Gander (D. Kostner, McMonagle) (PP) |                  | Játékvezetők: Oldřich Hejduk Trpimir Piragić Vonalbírók: Márton Németh Marc-Henri Progin |
| Podlipnik (Mušič, Kovačevič) – 17:11 | 1–1            |                                             |                  | Játékvezetők: Oldřich Hejduk Trpimir Piragić Vonalbírók: Márton Németh Marc-Henri Progin |
| Tičar (Urbas, Verlič) (PP) – 23:55 | 2–1            |                                             |                  | Játékvezetők: Oldřich Hejduk Trpimir Piragić Vonalbírók: Márton Németh Marc-Henri Progin |
| | 2–2            | 29:26 – Sullivan (D. Kostner, Deluca) (PP)  |                  |                                                                                          |
| | 2–3            | 33:43 – Trivellato (Deluca, Lambacher)      |                  |                                                                                          |
| Kovačevič (Tičar, Magovac) – 38:52 | 3–3            |                                             |                  |                                                                                          |
| | 3–4            | 59:58 – D. Kostner (Sullivan, Scandella)    |                  |                                                                                          |

| 2018. április 28. 19:30 | Magyarország | 2–3 (sz.) (1–0, 0–0, 1–2) (h.u.: 0–0) (sz.: 0–1) | Nagy-Britannia | Papp László Budapest Sportaréna, Budapest Nézőszám: 7870 |

| Jegyzőkönyv | Jegyzőkönyv | Jegyzőkönyv                       | Jegyzőkönyv | Jegyzőkönyv                                                                      |
| --- | ----------- | --------------------------------- | ----------- | -------------------------------------------------------------------------------- |
| | Vay Ádám    | Kapusok                           | Ben Bowns   | Játékvezetők: Lasse Heikkinen Jeff Ingram Vonalbírók: Ludvig Lundgren Josef Špůr |
| \| Bodó (Nagy, Sarauer) (PP) – 03:31 \| 1–0 \| \| \| Erdély (Hári) – 41:53 \| 2–0 \| \| \| \| 2–1 \| 50:55 – Dowd (Brooks, Richardson) \| \| \| 2–2 \| 59:45 – Farmer (EA) \| |             |                                   |             | Játékvezetők: Lasse Heikkinen Jeff Ingram Vonalbírók: Ludvig Lundgren Josef Špůr |
| Erdély Bodó Sarauer Sebők Hári | Szétlövés   | Farmer O'Connor Kirk Dowd         |             | Játékvezetők: Lasse Heikkinen Jeff Ingram Vonalbírók: Ludvig Lundgren Josef Špůr |
| 10 perc | Büntetések  | 8 perc                            |             | Játékvezetők: Lasse Heikkinen Jeff Ingram Vonalbírók: Ludvig Lundgren Josef Špůr |
| 33 | Lövések     | 43                                |             | Játékvezetők: Lasse Heikkinen Jeff Ingram Vonalbírók: Ludvig Lundgren Josef Špůr |
| Bodó (Nagy, Sarauer) (PP) – 03:31 | 1–0         |                                   |             | Játékvezetők: Lasse Heikkinen Jeff Ingram Vonalbírók: Ludvig Lundgren Josef Špůr |
| Erdély (Hári) – 41:53 | 2–0         |                                   |             | Játékvezetők: Lasse Heikkinen Jeff Ingram Vonalbírók: Ludvig Lundgren Josef Špůr |
| | 2–1         | 50:55 – Dowd (Brooks, Richardson) |             |                                                                                  |
| | 2–2         | 59:45 – Farmer (EA)               |             |                                                                                  |

## B csoport

### Résztvevők
| Csapat       | Kvalifikáció                                      |
| ------------ | ------------------------------------------------- |
| Ukrajna      | A 2017-es divízió I/A 6. helyezettje, kiesett.    |
| Japán        | A 2017-es divízió I/B 2. helyezettje.             |
| Litvánia     | Rendező, A 2017-es divízió I/B 3. helyezettje.    |
| Észtország   | A 2017-es divízió I/B 4. helyezettje.             |
| Horvátország | A 2017-es divízió I/B 5. helyezettje.             |
| Románia      | A 2017-es divízió II/A 1. helyezettje, feljutott. |

### Tabella
| Hely. | Csapat       | M | Gy | HGy | HV | V | G+ | G– | Gk  | P  | Továbbjutás vagy kiesés    |
| ----- | ------------ | - | -- | --- | -- | - | -- | -- | --- | -- | -------------------------- |
| 1.    | Litvánia (R) | 5 | 4  | 1   | 0  | 0 | 26 | 9  | +17 | 14 | Feljutott a divízió I A-ba |
| 2.    | Japán        | 5 | 2  | 2   | 0  | 1 | 17 | 13 | +4  | 10 |                            |
| 3.    | Észtország   | 5 | 3  | 0   | 1  | 1 | 10 | 7  | +3  | 10 |                            |
| 4.    | Ukrajna      | 5 | 1  | 0   | 1  | 3 | 10 | 18 | −8  | 4  |                            |
| 5.    | Románia      | 5 | 1  | 0   | 1  | 3 | 12 | 18 | −6  | 4  |                            |
| 6.    | Horvátország | 5 | 1  | 0   | 0  | 4 | 11 | 21 | −10 | 3  | Kiesett a divízió II A-ba  |

1. 1 2  Észtország 1–2 Japán
2. 1 2  Románia 0–3 Ukrajna

### Mérkőzések
A mérkőzések kezdési időpontja helyi idő szerint, zárójelben magyar idő szerint vannak feltüntetve.
| 2018. április 22. 12:30 (11:30) | Észtország | 1–2 (h.u.) (1–0, 0–1, 0–0) (h.u.: 0–1) | Japán | Žalgiris Arena, Kaunas Nézőszám: 700 |

| Jegyzőkönyv | Jegyzőkönyv     | Jegyzőkönyv                     | Jegyzőkönyv     | Jegyzőkönyv                                                             |
| --- | --------------- | ------------------------------- | --------------- | ----------------------------------------------------------------------- |
| | Roman Shumikhin | Kapusok                         | Yutaka Fukufuji | Játékvezető: Damien Bliek Vonalbírók: Karolis Janušauskas Elias Seewald |
| \| Petrov (Švarõgin, Makrov) – 10:55 \| 1–0 \| \| \| \| 1–1 \| 38:03 – Terao (Hashimoto) \| \| \| 1–2 \| 60:53 – Kawai (Sato, Furuhashi) \| |                 |                                 |                 | Játékvezető: Damien Bliek Vonalbírók: Karolis Janušauskas Elias Seewald |
| 16 perc | Büntetések      | 8 perc                          |                 | Játékvezető: Damien Bliek Vonalbírók: Karolis Janušauskas Elias Seewald |
| 12 | Lövések         | 42                              |                 | Játékvezető: Damien Bliek Vonalbírók: Karolis Janušauskas Elias Seewald |
| Petrov (Švarõgin, Makrov) – 10:55 | 1–0             |                                 |                 | Játékvezető: Damien Bliek Vonalbírók: Karolis Janušauskas Elias Seewald |
| | 1–1             | 38:03 – Terao (Hashimoto)       |                 | Játékvezető: Damien Bliek Vonalbírók: Karolis Janušauskas Elias Seewald |
| | 1–2             | 60:53 – Kawai (Sato, Furuhashi) |                 | Játékvezető: Damien Bliek Vonalbírók: Karolis Janušauskas Elias Seewald |

| 2018. április 22. 16:00 (15:00) | Románia | 0–3 (0–1, 0–2, 0–0) | Ukrajna | Žalgiris Arena, Kaunas Nézőszám: 1545 |

| Jegyzőkönyv | Jegyzőkönyv | Jegyzőkönyv                             | Jegyzőkönyv        | Jegyzőkönyv                                                                 |
| --- | ----------- | --------------------------------------- | ------------------ | --------------------------------------------------------------------------- |
| | Polc Patrik | Kapusok                                 | Sergei Gaiduchenko | Játékvezető: Liam Sewell Vonalbírók: Andreas Kroyer Laurynas Stepankevičius |
| \| \| 0–1 \| 13:52 – Katrych (Nimenko, Butsenko) \| \| \| 0–2 \| 28:55 – Nimenko (Babynets) \| \| \| 0–3 \| 38:49 – Butsenko (Babynets, Tolstushko) \| |             |                                         |                    | Játékvezető: Liam Sewell Vonalbírók: Andreas Kroyer Laurynas Stepankevičius |
| 12 perc | Büntetések  | 22 perc                                 |                    | Játékvezető: Liam Sewell Vonalbírók: Andreas Kroyer Laurynas Stepankevičius |
| 39 | Lövések     | 32                                      |                    | Játékvezető: Liam Sewell Vonalbírók: Andreas Kroyer Laurynas Stepankevičius |
| | 0–1         | 13:52 – Katrych (Nimenko, Butsenko)     |                    | Játékvezető: Liam Sewell Vonalbírók: Andreas Kroyer Laurynas Stepankevičius |
| | 0–2         | 28:55 – Nimenko (Babynets)              |                    | Játékvezető: Liam Sewell Vonalbírók: Andreas Kroyer Laurynas Stepankevičius |
| | 0–3         | 38:49 – Butsenko (Babynets, Tolstushko) |                    | Játékvezető: Liam Sewell Vonalbírók: Andreas Kroyer Laurynas Stepankevičius |

| 2018. április 22. 19:30 (18:30) | Horvátország | 0–3 (0–1, 0–2, 0–0) | Litvánia | Žalgiris Arena, Kaunas Nézőszám: 6050 |

| Jegyzőkönyv | Jegyzőkönyv      | Jegyzőkönyv                                  | Jegyzőkönyv    | Jegyzőkönyv                                                     |
| --- | ---------------- | -------------------------------------------- | -------------- | --------------------------------------------------------------- |
| | Mate Tomljenović | Kapusok                                      | Mantas Armalis | Játékvezető: Stian Halm Vonalbírók: Tommi Niittyla Roman Výleta |
| \| \| 0–1 \| 19:54 – Kumeliauskas (Bogdziul, Kieras) (PP) \| \| \| 0–2 \| 22:23 – Krakauskas (Čypas, Gintautas) \| \| \| 0–3 \| 34:59 – Cetvertak (Rybakov, Kieras) \| |                  |                                              |                | Játékvezető: Stian Halm Vonalbírók: Tommi Niittyla Roman Výleta |
| 10 perc | Büntetések       | 35 perc                                      |                | Játékvezető: Stian Halm Vonalbírók: Tommi Niittyla Roman Výleta |
| 26 | Lövések          | 33                                           |                | Játékvezető: Stian Halm Vonalbírók: Tommi Niittyla Roman Výleta |
| | 0–1              | 19:54 – Kumeliauskas (Bogdziul, Kieras) (PP) |                | Játékvezető: Stian Halm Vonalbírók: Tommi Niittyla Roman Výleta |
| | 0–2              | 22:23 – Krakauskas (Čypas, Gintautas)        |                | Játékvezető: Stian Halm Vonalbírók: Tommi Niittyla Roman Výleta |
| | 0–3              | 34:59 – Cetvertak (Rybakov, Kieras)          |                | Játékvezető: Stian Halm Vonalbírók: Tommi Niittyla Roman Výleta |

| 2018. április 23. 12:30 (11:30) | Ukrajna | 0–2 (0–2, 0–0, 0–0) | Észtország | Žalgiris Arena, Kaunas Nézőszám: 160 |

| Jegyzőkönyv                                                                                                | Jegyzőkönyv        | Jegyzőkönyv                               | Jegyzőkönyv           | Jegyzőkönyv                                                         |
| --- | ------------------ | ----------------------------------------- | --------------------- | ------------------------------------------------------------------- |
| | Sergei Gaiduchenko | Kapusok                                   | Villem-Henrik Koitmaa | Játékvezető: Stian Halm Vonalbírók: Ivan Nedeljković Tommi Niittyla |
| \| \| 0–1 \| 00:39 – Rooba (Makrov, Lahesalu) \| \| \| 0–2 \| 09:03 – Vaskonkin (Kettunen, Gornostajev) \| |                    |                                           |                       | Játékvezető: Stian Halm Vonalbírók: Ivan Nedeljković Tommi Niittyla |
| 8 perc | Büntetések         | 2 perc                                    |                       | Játékvezető: Stian Halm Vonalbírók: Ivan Nedeljković Tommi Niittyla |
| 33 | Lövések            | 33                                        |                       | Játékvezető: Stian Halm Vonalbírók: Ivan Nedeljković Tommi Niittyla |
| | 0–1                | 00:39 – Rooba (Makrov, Lahesalu)          |                       | Játékvezető: Stian Halm Vonalbírók: Ivan Nedeljković Tommi Niittyla |
| | 0–2                | 09:03 – Vaskonkin (Kettunen, Gornostajev) |                       | Játékvezető: Stian Halm Vonalbírók: Ivan Nedeljković Tommi Niittyla |

| 2018. április 23. 16:00 (15:00) | Japán | 4–3 (1–0, 1–3, 2–0) | Horvátország | Žalgiris Arena, Kaunas Nézőszám: 292 |

| Jegyzőkönyv | Jegyzőkönyv   | Jegyzőkönyv                            | Jegyzőkönyv      | Jegyzőkönyv                                                                |
| --- | ------------- | -------------------------------------- | ---------------- | -------------------------------------------------------------------------- |
| | Yuta Narisawa | Kapusok                                | Mate Tomljenović | Játékvezető: Miha Bulovec Vonalbírók: Laurynas Stepankevičius Roman Výleta |
| \| Hashimoto (Furuhashi) – 15:17 \| 1–0 \| \| \| \| 1–1 \| 22:03 – Rendulić (Senzel, Blagus) (PP) \| \| \| 1–2 \| 24:21 – Rendulić (Šijan) \| \| \| 1–3 \| 27:13 – Jazbec (Blagus, Šijan) \| \| Furuhashi – 36:19 \| 2–3 \| \| \| Sato (Miura, Hashimoto) – 42:50 \| 3–3 \| \| \| Hashimoto (Tanaka, Furuhashi) – 52:53 \| 4–3 \| \| |               |                                        |                  | Játékvezető: Miha Bulovec Vonalbírók: Laurynas Stepankevičius Roman Výleta |
| 10 perc | Büntetések    | 6 perc                                 |                  | Játékvezető: Miha Bulovec Vonalbírók: Laurynas Stepankevičius Roman Výleta |
| 31 | Lövések       | 26                                     |                  | Játékvezető: Miha Bulovec Vonalbírók: Laurynas Stepankevičius Roman Výleta |
| Hashimoto (Furuhashi) – 15:17 | 1–0           |                                        |                  | Játékvezető: Miha Bulovec Vonalbírók: Laurynas Stepankevičius Roman Výleta |
| | 1–1           | 22:03 – Rendulić (Senzel, Blagus) (PP) |                  | Játékvezető: Miha Bulovec Vonalbírók: Laurynas Stepankevičius Roman Výleta |
| | 1–2           | 24:21 – Rendulić (Šijan)               |                  | Játékvezető: Miha Bulovec Vonalbírók: Laurynas Stepankevičius Roman Výleta |
| | 1–3           | 27:13 – Jazbec (Blagus, Šijan)         |                  |                                                                            |
| Furuhashi – 36:19 | 2–3           |                                        |                  |                                                                            |
| Sato (Miura, Hashimoto) – 42:50 | 3–3           |                                        |                  |                                                                            |
| Hashimoto (Tanaka, Furuhashi) – 52:53 | 4–3           |                                        |                  |                                                                            |

| 2018. április 23. 19:30 (18:30) | Litvánia | 8–3 (3–1, 3–1, 2–1) | Románia | Žalgiris Arena, Kaunas Nézőszám: 5 760 |

| Jegyzőkönyv | Jegyzőkönyv    | Jegyzőkönyv                         | Jegyzőkönyv | Jegyzőkönyv                                                        |
| --- | -------------- | ----------------------------------- | ----------- | ------------------------------------------------------------------ |
| | Mantas Armalis | Kapusok                             | Tőke Zoltán | Játékvezető: Damien Bliek Vonalbírók: Andreas Kroyer Elias Seewald |
| \| Rybakov (Ališauskas, Kasparaitis) – 02:38 \| 1–0 \| \| \| Verenis (Kumeliauskas, Bogdziul) – 03:47 \| 2–0 \| \| \| Rybakov (Gintautas, Kasparaitis) – 10:55 \| 3–0 \| \| \| \| 3–1 \| 16:04 – Bíró G. (Gliga, Molnár) \| \| Bogdziul (Kumeliauskas, Verenis) (PP) – 23:04 \| 4–1 \| \| \| \| 4–2 \| 28:03 – Bíró G. (Gliga) \| \| Kaleinikovas (Zubrus) – 34:48 \| 5–2 \| \| \| Bosas – 39:39 \| 6–2 \| \| \| Bosas (Kaleinikovas, Zubrus) (PP) – 42:53 \| 7–2 \| \| \| Čižas (Jasinevičius) – 46:42 \| 8–2 \| \| \| \| 8–3 \| 48:52 – Bíró G. (Salló, Constantin) \| |                |                                     |             | Játékvezető: Damien Bliek Vonalbírók: Andreas Kroyer Elias Seewald |
| 35 perc | Büntetések     | 6 perc                              |             | Játékvezető: Damien Bliek Vonalbírók: Andreas Kroyer Elias Seewald |
| 29 | Lövések        | 42                                  |             | Játékvezető: Damien Bliek Vonalbírók: Andreas Kroyer Elias Seewald |
| Rybakov (Ališauskas, Kasparaitis) – 02:38 | 1–0            |                                     |             | Játékvezető: Damien Bliek Vonalbírók: Andreas Kroyer Elias Seewald |
| Verenis (Kumeliauskas, Bogdziul) – 03:47 | 2–0            |                                     |             | Játékvezető: Damien Bliek Vonalbírók: Andreas Kroyer Elias Seewald |
| Rybakov (Gintautas, Kasparaitis) – 10:55 | 3–0            |                                     |             | Játékvezető: Damien Bliek Vonalbírók: Andreas Kroyer Elias Seewald |
| | 3–1            | 16:04 – Bíró G. (Gliga, Molnár)     |             |                                                                    |
| Bogdziul (Kumeliauskas, Verenis) (PP) – 23:04 | 4–1            |                                     |             |                                                                    |
| | 4–2            | 28:03 – Bíró G. (Gliga)             |             |                                                                    |
| Kaleinikovas (Zubrus) – 34:48 | 5–2            |                                     |             |                                                                    |
| Bosas – 39:39 | 6–2            |                                     |             |                                                                    |
| Bosas (Kaleinikovas, Zubrus) (PP) – 42:53 | 7–2            |                                     |             |                                                                    |
| Čižas (Jasinevičius) – 46:42 | 8–2            |                                     |             |                                                                    |
| | 8–3            | 48:52 – Bíró G. (Salló, Constantin) |             |                                                                    |

| 2018. április 25. 12:30 (11:30) | Ukrajna | 2–4 (0–3, 0–0, 2–1) | Horvátország | Žalgiris Arena, Kaunas Nézőszám: 221 |

| Jegyzőkönyv | Jegyzőkönyv                         | Jegyzőkönyv                            | Jegyzőkönyv      | Jegyzőkönyv                                                            |
| --- | ----------------------------------- | -------------------------------------- | ---------------- | ---------------------------------------------------------------------- |
| | Bogdan Dyachenko Sergei Gaiduchenko | Kapusok                                | Mate Tomljenović | Játékvezető: Stian Halm Vonalbírók: Karolis Janušauskas Andreas Kroyer |
| \| \| 0–1 \| 04:36 – Janković (Senzel, Blagus) (PP) \| \| \| 0–2 \| 11:51 – Zanoški (SH) \| \| \| 0–3 \| 13:06 – Kanaet (Tadić) \| \| Katrych (Butsenko, Babynets) (PP) – 46:56 \| 1–3 \| \| \| Nimenko (Mikhnov, Ignatenko) – 53:00 \| 2–3 \| \| \| \| 2–4 \| 59:58 – Vedlin (ENG) \| |                                     |                                        |                  | Játékvezető: Stian Halm Vonalbírók: Karolis Janušauskas Andreas Kroyer |
| 10 perc | Büntetések                          | 22 perc                                |                  | Játékvezető: Stian Halm Vonalbírók: Karolis Janušauskas Andreas Kroyer |
| 33 | Lövések                             | 39                                     |                  | Játékvezető: Stian Halm Vonalbírók: Karolis Janušauskas Andreas Kroyer |
| | 0–1                                 | 04:36 – Janković (Senzel, Blagus) (PP) |                  | Játékvezető: Stian Halm Vonalbírók: Karolis Janušauskas Andreas Kroyer |
| | 0–2                                 | 11:51 – Zanoški (SH)                   |                  | Játékvezető: Stian Halm Vonalbírók: Karolis Janušauskas Andreas Kroyer |
| | 0–3                                 | 13:06 – Kanaet (Tadić)                 |                  | Játékvezető: Stian Halm Vonalbírók: Karolis Janušauskas Andreas Kroyer |
| Katrych (Butsenko, Babynets) (PP) – 46:56 | 1–3                                 |                                        |                  |                                                                        |
| Nimenko (Mikhnov, Ignatenko) – 53:00 | 2–3                                 |                                        |                  |                                                                        |
| | 2–4                                 | 59:58 – Vedlin (ENG)                   |                  |                                                                        |

| 2018. április 25. 16:00 (15:00) | Románia | 0–1 (0–0, 0–0, 0–1) | Észtország | Žalgiris Arena, Kaunas Nézőszám: 452 |

| Jegyzőkönyv                                        | Jegyzőkönyv | Jegyzőkönyv                        | Jegyzőkönyv           | Jegyzőkönyv                                                      |
| -------------------------------------------------- | ----------- | ---------------------------------- | --------------------- | ---------------------------------------------------------------- |
|                                                    | Polc Patrik | Kapusok                            | Villem-Henrik Koitmaa | Játékvezető: Miha Bulovec Vonalbírók: Elias Seewald Roman Výleta |
| \| \| 0–1 \| 59:07 – Embrich (Makrov, Lahesalu) \| |             |                                    |                       | Játékvezető: Miha Bulovec Vonalbírók: Elias Seewald Roman Výleta |
| 6 perc                                             | Büntetések  | 8 perc                             |                       | Játékvezető: Miha Bulovec Vonalbírók: Elias Seewald Roman Výleta |
| 29                                                 | Lövések     | 25                                 |                       | Játékvezető: Miha Bulovec Vonalbírók: Elias Seewald Roman Výleta |
|                                                    | 0–1         | 59:07 – Embrich (Makrov, Lahesalu) |                       | Játékvezető: Miha Bulovec Vonalbírók: Elias Seewald Roman Výleta |

| 2018. április 25. 19:30 (18:30) | Japán | 1–6 (0–2, 0–2, 1–2) | Litvánia | Žalgiris Arena, Kaunas Nézőszám: 7010 |

| Jegyzőkönyv | Jegyzőkönyv     | Jegyzőkönyv                              | Jegyzőkönyv    | Jegyzőkönyv                                                          |
| --- | --------------- | ---------------------------------------- | -------------- | -------------------------------------------------------------------- |
| | Yutaka Fukufuji | Kapusok                                  | Mantas Armalis | Játékvezető: Liam Sewell Vonalbírók: Ivan Nedeljković Tommi Niittylä |
| \| \| 0–1 \| 02:30 – Rybakov (Cetvertak, Laukaitis) \| \| \| 0–2 \| 03:03 – Bosas (Kaleinikovas) \| \| \| 0–3 \| 26:04 – Bosas (Zubrus, Aliukonis) (PP) \| \| \| 0–4 \| 27:56 – Verenis (Kumeliauskas, Čypas) \| \| Hashimoto (Miura) – 40:41 \| 1–4 \| \| \| \| 1–5 \| 44:48 – Bogdziul (Kumeliauskas, Verenis) \| \| \| 1–6 \| 55:42 – Bosas (Kaleinikovas, Kieras) \| |                 |                                          |                | Játékvezető: Liam Sewell Vonalbírók: Ivan Nedeljković Tommi Niittylä |
| 14 perc | Büntetések      | 12 perc                                  |                | Játékvezető: Liam Sewell Vonalbírók: Ivan Nedeljković Tommi Niittylä |
| 25 | Lövések         | 25                                       |                | Játékvezető: Liam Sewell Vonalbírók: Ivan Nedeljković Tommi Niittylä |
| | 0–1             | 02:30 – Rybakov (Cetvertak, Laukaitis)   |                | Játékvezető: Liam Sewell Vonalbírók: Ivan Nedeljković Tommi Niittylä |
| | 0–2             | 03:03 – Bosas (Kaleinikovas)             |                | Játékvezető: Liam Sewell Vonalbírók: Ivan Nedeljković Tommi Niittylä |
| | 0–3             | 26:04 – Bosas (Zubrus, Aliukonis) (PP)   |                | Játékvezető: Liam Sewell Vonalbírók: Ivan Nedeljković Tommi Niittylä |
| | 0–4             | 27:56 – Verenis (Kumeliauskas, Čypas)    |                |                                                                      |
| Hashimoto (Miura) – 40:41 | 1–4             |                                          |                |                                                                      |
| | 1–5             | 44:48 – Bogdziul (Kumeliauskas, Verenis) |                |                                                                      |
| | 1–6             | 55:42 – Bosas (Kaleinikovas, Kieras)     |                |                                                                      |

| 2018. április 27. 12:30 (11:30) | Japán | 3–2 (h.u.) (1–1, 0–1, 1–0) (h.u.: 1–0) | Románia | Žalgiris Arena, Kaunas Nézőszám: 290 |

| Jegyzőkönyv | Jegyzőkönyv     | Jegyzőkönyv                        | Jegyzőkönyv | Jegyzőkönyv                                                                  |
| --- | --------------- | ---------------------------------- | ----------- | ---------------------------------------------------------------------------- |
| | Yutaka Fukufuji | Kapusok                            | Polc Patrik | Játékvezető: Damien Bliek Vonalbírók: Andreas Kroyer Laurynas Stepankevičius |
| \| Takagi (Miura, Sato) (PP) – 02:48 \| 1–0 \| \| \| \| 1–1 \| 08:09 – Fodor (Bíró O., Bors) (PP) \| \| \| 1–2 \| 21:01 – Részegh (Tranca, Salló) \| \| Echigo (Nakajima, Furuhashi) – 52:53 \| 2–2 \| \| \| Nakajima (Sato, Furuhashi) – 62:29 \| 3–2 \| \| |                 |                                    |             | Játékvezető: Damien Bliek Vonalbírók: Andreas Kroyer Laurynas Stepankevičius |
| 14 perc | Büntetések      | 8 perc                             |             | Játékvezető: Damien Bliek Vonalbírók: Andreas Kroyer Laurynas Stepankevičius |
| 50 | Lövések         | 29                                 |             | Játékvezető: Damien Bliek Vonalbírók: Andreas Kroyer Laurynas Stepankevičius |
| Takagi (Miura, Sato) (PP) – 02:48 | 1–0             |                                    |             | Játékvezető: Damien Bliek Vonalbírók: Andreas Kroyer Laurynas Stepankevičius |
| | 1–1             | 08:09 – Fodor (Bíró O., Bors) (PP) |             | Játékvezető: Damien Bliek Vonalbírók: Andreas Kroyer Laurynas Stepankevičius |
| | 1–2             | 21:01 – Részegh (Tranca, Salló)    |             | Játékvezető: Damien Bliek Vonalbírók: Andreas Kroyer Laurynas Stepankevičius |
| Echigo (Nakajima, Furuhashi) – 52:53 | 2–2             |                                    |             |                                                                              |
| Nakajima (Sato, Furuhashi) – 62:29 | 3–2             |                                    |             |                                                                              |

| 2018. április 27. 16:00 (15:00) | Észtország | 5–1 (2–0, 1–1, 2–0) | Horvátország | Žalgiris Arena, Kaunas Nézőszám: 1200 |

| Jegyzőkönyv | Jegyzőkönyv           | Jegyzőkönyv                 | Jegyzőkönyv      | Jegyzőkönyv                                                               |
| --- | --------------------- | --------------------------- | ---------------- | ------------------------------------------------------------------------- |
| | Villem-Henrik Koitmaa | Kapusok                     | Mate Tomljenović | Játékvezető: Liam Sewell Vonalbírók: Karolis Janušauskas Ivan Nedeljković |
| \| Rooba (Petrov, Makrov) – 04:01 \| 1–0 \| \| \| Andrejev (Embrich) (SH) – 19:49 \| 2–0 \| \| \| \| 2–1 \| 25:17 – Rendulić (Blagus) – \| \| Embrich (Gornostajev, Vasjonkin) – 28:23 \| 3–1 \| \| \| Arrak (Sibirtsev, Ossipov) – 53:49 \| 4–1 \| \| \| Embrich (Parras) (SH) – 56:15 \| 5–1 \| \| |                       |                             |                  | Játékvezető: Liam Sewell Vonalbírók: Karolis Janušauskas Ivan Nedeljković |
| 10 perc | Büntetések            | 6 perc                      |                  | Játékvezető: Liam Sewell Vonalbírók: Karolis Janušauskas Ivan Nedeljković |
| 32 | Lövések               | 34                          |                  | Játékvezető: Liam Sewell Vonalbírók: Karolis Janušauskas Ivan Nedeljković |
| Rooba (Petrov, Makrov) – 04:01 | 1–0                   |                             |                  | Játékvezető: Liam Sewell Vonalbírók: Karolis Janušauskas Ivan Nedeljković |
| Andrejev (Embrich) (SH) – 19:49 | 2–0                   |                             |                  | Játékvezető: Liam Sewell Vonalbírók: Karolis Janušauskas Ivan Nedeljković |
| | 2–1                   | 25:17 – Rendulić (Blagus) – |                  | Játékvezető: Liam Sewell Vonalbírók: Karolis Janušauskas Ivan Nedeljković |
| Embrich (Gornostajev, Vasjonkin) – 28:23 | 3–1                   |                             |                  |                                                                           |
| Arrak (Sibirtsev, Ossipov) – 53:49 | 4–1                   |                             |                  |                                                                           |
| Embrich (Parras) (SH) – 56:15 | 5–1                   |                             |                  |                                                                           |

| 2018. április 27. 19:30 (18:30) | Litvánia | 5–4 (h.u.) (1–1, 1–1, 2–2) (h.u.: 1–0) | Ukrajna | Žalgiris Arena, Kaunas Nézőszám: 7850 |

| Jegyzőkönyv | Jegyzőkönyv    | Jegyzőkönyv                                | Jegyzőkönyv      | Jegyzőkönyv                                                      |
| --- | -------------- | ------------------------------------------ | ---------------- | ---------------------------------------------------------------- |
| | Mantas Armalis | Kapusok                                    | Bogdan Dyachenko | Játékvezető: Miha Bulovec Vonalbírók: Elias Seewald Roman Výleta |
| \| Bogdziul (Kaleinikovas, Zubrus) – 08:14 \| 1–0 \| \| \| \| 1–1 \| 11:54 – Zakharov (Mikhnov) (SH) \| \| \| 1–2 \| 21:01 – Butsenko (Babynets, Zhovnir) (PP) \| \| Gintautas (Katulis) (PP) – 28:48 \| 2–2 \| \| \| Gintautas (Katulis, Kieras) – 45:39 \| 3–2 \| \| \| Čižas (Ališauskas, Gintautas) (PP) – 49:00 \| 4–2 \| \| \| \| 4–3 \| 55:20 – Petrukhno (Mikhnov) \| \| \| 4–4 \| 59:23 – Nimenko (Tolstushko, Mikhnov) (EA) \| \| Bosas (Kaleinikovas, Zubrus) – 61:04 \| 5–4 \| \| |                |                                            |                  | Játékvezető: Miha Bulovec Vonalbírók: Elias Seewald Roman Výleta |
| 8 perc | Büntetések     | 6 perc                                     |                  | Játékvezető: Miha Bulovec Vonalbírók: Elias Seewald Roman Výleta |
| 42 | Lövések        | 20                                         |                  | Játékvezető: Miha Bulovec Vonalbírók: Elias Seewald Roman Výleta |
| Bogdziul (Kaleinikovas, Zubrus) – 08:14 | 1–0            |                                            |                  | Játékvezető: Miha Bulovec Vonalbírók: Elias Seewald Roman Výleta |
| | 1–1            | 11:54 – Zakharov (Mikhnov) (SH)            |                  | Játékvezető: Miha Bulovec Vonalbírók: Elias Seewald Roman Výleta |
| | 1–2            | 21:01 – Butsenko (Babynets, Zhovnir) (PP)  |                  | Játékvezető: Miha Bulovec Vonalbírók: Elias Seewald Roman Výleta |
| Gintautas (Katulis) (PP) – 28:48 | 2–2            |                                            |                  |                                                                  |
| Gintautas (Katulis, Kieras) – 45:39 | 3–2            |                                            |                  |                                                                  |
| Čižas (Ališauskas, Gintautas) (PP) – 49:00 | 4–2            |                                            |                  |                                                                  |
| | 4–3            | 55:20 – Petrukhno (Mikhnov)                |                  |                                                                  |
| | 4–4            | 59:23 – Nimenko (Tolstushko, Mikhnov) (EA) |                  |                                                                  |
| Bosas (Kaleinikovas, Zubrus) – 61:04 | 5–4            |                                            |                  |                                                                  |

| 2018. április 28. 12:30 (11:30) | Horvátország | 3–7 (0–2, 1–2, 2–3) | Románia | Žalgiris Arena, Kaunas Nézőszám: 920 |

| Jegyzőkönyv | Jegyzőkönyv                   | Jegyzőkönyv                              | Jegyzőkönyv | Jegyzőkönyv                                                        |
| --- | ----------------------------- | ---------------------------------------- | ----------- | ------------------------------------------------------------------ |
| | Mate Tomljenović Vito Nikolić | Kapusok                                  | Polc Patrik | Játékvezető: Damien Bliek Vonalbírók: Tommi Niittylä Elias Seewald |
| \| \| 0–1 \| 05:25 – Molnár (Tranca, Fodor) \| \| \| 0–2 \| 11:31 – Tranca (Fodor, Bors) \| \| \| 0–3 \| 27:39 – Fodor (Részegh, Bors) \| \| \| 0–4 \| 33:07 – Gliga (Molnár, Tranca) \| \| Vedlin (Šakić, Miličić) – 37:21 \| 1–4 \| \| \| \| 1–5 \| 42:21 – Bíró G. (Gecse, Salló) (PP) \| \| \| 1–6 \| 43:36 – Péter Zs. (Péter B., Constantin) \| \| Brine (Šakić, Jarčov) – 51:29 \| 2–6 \| \| \| \| 2–7 \| 52:41 – Részegh (Tranca, Fodor) \| \| Brine (Janković, Zanoški) (PP2) – 55:23 \| 3–7 \| \| |                               |                                          |             | Játékvezető: Damien Bliek Vonalbírók: Tommi Niittylä Elias Seewald |
| 6 perc | Büntetések                    | 18 perc                                  |             | Játékvezető: Damien Bliek Vonalbírók: Tommi Niittylä Elias Seewald |
| 43 | Lövések                       | 37                                       |             | Játékvezető: Damien Bliek Vonalbírók: Tommi Niittylä Elias Seewald |
| | 0–1                           | 05:25 – Molnár (Tranca, Fodor)           |             | Játékvezető: Damien Bliek Vonalbírók: Tommi Niittylä Elias Seewald |
| | 0–2                           | 11:31 – Tranca (Fodor, Bors)             |             | Játékvezető: Damien Bliek Vonalbírók: Tommi Niittylä Elias Seewald |
| | 0–3                           | 27:39 – Fodor (Részegh, Bors)            |             | Játékvezető: Damien Bliek Vonalbírók: Tommi Niittylä Elias Seewald |
| | 0–4                           | 33:07 – Gliga (Molnár, Tranca)           |             |                                                                    |
| Vedlin (Šakić, Miličić) – 37:21 | 1–4                           |                                          |             |                                                                    |
| | 1–5                           | 42:21 – Bíró G. (Gecse, Salló) (PP)      |             |                                                                    |
| | 1–6                           | 43:36 – Péter Zs. (Péter B., Constantin) |             |                                                                    |
| Brine (Šakić, Jarčov) – 51:29 | 2–6                           |                                          |             |                                                                    |
| | 2–7                           | 52:41 – Részegh (Tranca, Fodor)          |             |                                                                    |
| Brine (Janković, Zanoški) (PP2) – 55:23 | 3–7                           |                                          |             |                                                                    |

| 2018. április 28. 16:00 (15:00) | Ukrajna | 1–7 (0–2, 1–2, 0–3) | Japán | Žalgiris Arena, Kaunas Nézőszám: 3420 |

| Jegyzőkönyv | Jegyzőkönyv                         | Jegyzőkönyv                           | Jegyzőkönyv     | Jegyzőkönyv                                                                     |
| --- | ----------------------------------- | ------------------------------------- | --------------- | ------------------------------------------------------------------------------- |
| | Bogdan Dyachenko Sergei Gaiduchenko | Kapusok                               | Yutaka Fukufuji | Játékvezető: Stian Halm Vonalbírók: Karolis Janušauskas Laurynas Stepankevičius |
| \| \| 0–1 \| 02:38 – Nakayashiki (Hayata, Ito) \| \| \| 0–2 \| 07:47 – Hashimoto (Terao, Ushu) (PP) \| \| Mikhnov (Zakharov, Ignatenko) (PP) – 22:19 \| 1–2 \| \| \| \| 1–3 \| 27:05 – Hashimoto (Hamada, Ushu) (PP) \| \| \| 1–4 \| 35:19 – Echigo (Nakajima) \| \| \| 1–5 \| 43:22 – Ito (Miura) \| \| \| 1–6 \| 45:28 – Sato (Echigo, Nakajima) \| \| \| 1–7 \| 50:56 – Takagi (Sato) \| |                                     |                                       |                 | Játékvezető: Stian Halm Vonalbírók: Karolis Janušauskas Laurynas Stepankevičius |
| 12 perc | Büntetések                          | 12 perc                               |                 | Játékvezető: Stian Halm Vonalbírók: Karolis Janušauskas Laurynas Stepankevičius |
| 28 | Lövések                             | 32                                    |                 | Játékvezető: Stian Halm Vonalbírók: Karolis Janušauskas Laurynas Stepankevičius |
| | 0–1                                 | 02:38 – Nakayashiki (Hayata, Ito)     |                 | Játékvezető: Stian Halm Vonalbírók: Karolis Janušauskas Laurynas Stepankevičius |
| | 0–2                                 | 07:47 – Hashimoto (Terao, Ushu) (PP)  |                 | Játékvezető: Stian Halm Vonalbírók: Karolis Janušauskas Laurynas Stepankevičius |
| Mikhnov (Zakharov, Ignatenko) (PP) – 22:19 | 1–2                                 |                                       |                 | Játékvezető: Stian Halm Vonalbírók: Karolis Janušauskas Laurynas Stepankevičius |
| | 1–3                                 | 27:05 – Hashimoto (Hamada, Ushu) (PP) |                 |                                                                                 |
| | 1–4                                 | 35:19 – Echigo (Nakajima)             |                 |                                                                                 |
| | 1–5                                 | 43:22 – Ito (Miura)                   |                 |                                                                                 |
| | 1–6                                 | 45:28 – Sato (Echigo, Nakajima)       |                 |                                                                                 |
| | 1–7                                 | 50:56 – Takagi (Sato)                 |                 |                                                                                 |

| 2018. április 28. 19:30 (18:30) | Litvánia | 4–1 (2–1, 1–0, 1–0) | Észtország | Žalgiris Arena, Kaunas Nézőszám: 10 170 |

| Jegyzőkönyv | Jegyzőkönyv    | Jegyzőkönyv            | Jegyzőkönyv           | Jegyzőkönyv                                                        |
| --- | -------------- | ---------------------- | --------------------- | ------------------------------------------------------------------ |
| | Mantas Armalis | Kapusok                | Villem-Henrik Koitmaa | Játékvezető: Liam Sewell Vonalbírók: Ivan Nedeljković Roman Výleta |
| \| \| 0–1 \| 04:20 – Rooba (Petrov) \| \| Ališauskas (Zubrus) – 07:38 \| 1–1 \| \| \| Jasinevičius (Bogdziul) – 15:42 \| 2–1 \| \| \| Verenis (Kumeliauskas) – 35:58 \| 3–1 \| \| \| Verenis (Kumeliauskas) (ENG) – 57:39 \| 4–1 \| \| |                |                        |                       | Játékvezető: Liam Sewell Vonalbírók: Ivan Nedeljković Roman Výleta |
| 10 perc | Büntetések     | 12 perc                |                       | Játékvezető: Liam Sewell Vonalbírók: Ivan Nedeljković Roman Výleta |
| 43 | Lövések        | 27                     |                       | Játékvezető: Liam Sewell Vonalbírók: Ivan Nedeljković Roman Výleta |
| | 0–1            | 04:20 – Rooba (Petrov) |                       | Játékvezető: Liam Sewell Vonalbírók: Ivan Nedeljković Roman Výleta |
| Ališauskas (Zubrus) – 07:38 | 1–1            |                        |                       | Játékvezető: Liam Sewell Vonalbírók: Ivan Nedeljković Roman Výleta |
| Jasinevičius (Bogdziul) – 15:42 | 2–1            |                        |                       | Játékvezető: Liam Sewell Vonalbírók: Ivan Nedeljković Roman Výleta |
| Verenis (Kumeliauskas) – 35:58 | 3–1            |                        |                       |                                                                    |
| Verenis (Kumeliauskas) (ENG) – 57:39 | 4–1            |                        |                       |                                                                    |